# Casa dels Morano
La Casa dels Morano és un edifici d'Ulldecona (Montsià) inclòs a l'Inventari del Patrimoni Arquitectònic de Catalunya.

## Descripció
Es tracta d'un habitatge entre mitgeres que consta de planta baixa i dos pisos. La façana té una distribució simètrica, a excepció de la planta baixa, amb balconada de dues obertures a la primera planta, i dues finestres a la segona. La terrassa està rematada amb coronament de balustrada d'estil modernista. Els brancals de les obertures estan decorats amb plaques de formigó que imiten carreus. Es conserva l'arc escarser de la porta d'entrada original, que ha estat endarrerida i substituïda per una altra.